# Stadion von Bur Sudan
Das Stadium von Bur Sudan ist ein Mehrzweckstadion in der sudanesischen Hafenstadt Bur Sudan am Roten Meer.
Es liegt im Zentrum von Bur Sudan und wird von den Fußballvereinen al-Hilal al-Sahel, al-Merreikh al-Thagher und Hay al-Arab genutzt.
Es wird hauptsächlich für Fußballspiele benutzt und hat eine Kapazität von 7.000 Zuschauern.
Es war einer von fünf Austragungsorten der afrikanischen Nationenmeisterschaft 2011.